# Квіткоїд смугастогрудий
Квіткоїд смугастогрудий (Dicaeum chrysorrheum) — вид горобцеподібних птахів родини квіткоїдових (Dicaeidae).

## Поширення
Вид поширений в Південно-Східній Азії від східної частини Гімалаїв до Калімантану. Його природні місця проживання єсубтропічний або тропічний вологий рівнинний ліс і субтропічний або тропічний вологий гірський ліс.